# 로맨스 조
"로맨스 조"는 2012년에 개봉한 대한민국의 영화이다.

## 줄거리
인기 여배우 우주현이 자살한 뒤, 그녀의 출연작에서 조감독으로 일했던 로맨스 조는 영화를 그만두기로 결심하고 작은 시골마을로 향한다. 자살을 생각하고 내려간 그는 자살직전 마주친 다방레지를 통해 잊었던 첫사랑 초희의 기억을 떠올린다.
한편, 새 시나리오를 쓰기 위해 시골로 내려온 유명인사 이감독은 심심해서 부른 다방레지로부터 로맨스 조의 평범하지 않은 로맨스의 여정과 결말에 대해 듣게 된다. 이감독은 로맨스 조의 실화를 영화로 만들겠다고 욕심을 내지만, 이야기는 엉뚱한 방향으로 흘러간다.

## 캐스팅
- 김영필 : 로맨스 조 역
- 신동미 : 다방 레지 역
- 이채은 : 초의 역
- 이다윗 : 어린 로맨스 조 역
- 김동현 : 서담 / 경찰 역
- 조한철 : 이감독 역
- 류의현 : 소년 역
- 김수웅 : 로맨스 조 아버지 역
- 박혜진 : 로맨스 조 어머니 역
- 조덕제 : 초의 아버지 역
- 서영화 : 초의 어머니 역
- 백익남 : 권PD 역
- 박수민 : 동료 레지 역
- 배단희 : 학생 1 역
- 방영배 : 학생 2역
- 이달 : 대학생 서담 역
- 곽자형 : 뚱뚱남 역
- 김새벽 : 간호사 역
- 조재윤 : 포장마차 주인 역
- 신연숙